# Kataklysmentheorie
Die Kataklysmentheorie (lat. cataclysmus, zu griech. kataklysmos „Überschwemmung“), auch Katastrophentheorie oder Katastrophismus, bezeichnet eine geowissenschaftliche Theorie des 18. und 19. Jahrhunderts, die sich die innerhalb der oberen Erdkruste beobachtete Aufeinanderfolge von Lebewesen und Lebensgemeinschaften als Ergebnis von wiederholten weltweiten Katastrophen (Kataklysmen) mit jeweils nachfolgender Neuschöpfung dachte. 

## Definition
Die Theorie basiert auf der Annahme, dass der Unterschied der Faunen und Floren zwischen den einzelnen geologischen Zeiten nur durch das Eintreten großer Katastrophen (Kataklysmen) erklärbar sei, die plötzlich und ohne alle Zwischenstufen die Mehrzahl der Lebewesen eines Gebietes vernichtet hätten. Im Anschluss daran seien Tiere und Pflanzen entweder durch Neuschöpfung entstanden oder aus anderen Gebieten eingewandert.

## Vertreter und Kontrahenten
Der exponierteste Vertreter der Kataklysmentheorie war der französische Naturwissenschaftler Georges Cuvier. Cuvier galt lange als der bekannteste Verfechter des Katastrophismus, dem zufolge in der Erdgeschichte wiederholt große Katastrophen einen Großteil der Lebewesen vernichteten und aus den verbliebenen Arten in darauf folgenden Phasen neues Leben entstanden sei. Die Legende, Cuvier habe nach jeder Katastrophe eine Neuschöpfung durch Gott postuliert, wurde von seinem Gegner, dem britischen Geologen Charles Lyell, verbreitet. 
Cuvier schloss sich dem Linnéschen Speziesbegriff an. Die  einzelnen Arten sind bei ihm unabhängig voneinander erschaffen worden und unveränderlich. Er war ein Gegner der Lamarckschen Deszendenzlehre (Abstammungslehre) und der Theorie von der Vererbbarkeit erworbener Merkmale.
Er vertritt somit konsequent das Prinzip der Artkonstanz. Er erkannte aber bei seinen paläontologischen Forschungen, dass die Formen der einzelnen Schichten der Rezentfauna umso unähnlicher werden, je tiefer gelegene – also ältere – Schichten man betrachtet. Dies interpretierte er so, dass die einzelnen Organismengruppen in den Schichten unabhängig voneinander entstanden seien. Die Geschichte der Erde zerfalle also in völlig voneinander unabhängige, durch Kataklysmen getrennte Perioden. Diese Kataklysmen hätten jeweils zu einem lokalen Massensterben geführt, aus anderen Regionen seien dann fremdartige Formen eingewandert.
Cuvier hatte großen gesellschaftlichen Einfluss, und seine Kataklysmentheorie fand während der ersten Hälfte des 19. Jahrhunderts viele Epigonen. So ist hier z. B. Alcide Dessalines d’Orbigny zu nennen, der nach einer mehrjährigen Reise durch Südamerika an das Muséum national d’histoire naturelle in Paris zurückkehrte und eine mehrbändige Darstellung über die Fossilien  Frankreichs verfasste, darunter einen Band über den Jura. Diesen teilte er in zehn Etappen, die er im Sinne des Katastrophismus durch Kataklysmen klar voneinander abgrenzte.  
Lyell führte dagegen den Grundsatz des Aktualismus in die Geologie ein, der besagt, dass in der Erdgeschichte nur solche Kräfte an der Gestaltung der Erde gewirkt hätten, die auch heute noch zu beobachten sind. Die oft abrupt wirkenden Übergänge zwischen verschiedenen Schichtfolgen und Faunenschnitte erklärt der Aktualismus nicht als Ergebnis plötzlicher und kurz andauernder weltumwälzender Katastrophen, sondern als Überlieferungslücken und als Folge der außerordentlich langen Dauer geologischer Prozesse. Der Aktualismus war eine der Voraussetzungen für die Entwicklung der Evolutionstheorie von Charles Darwin.